# Filozofia feministyczna

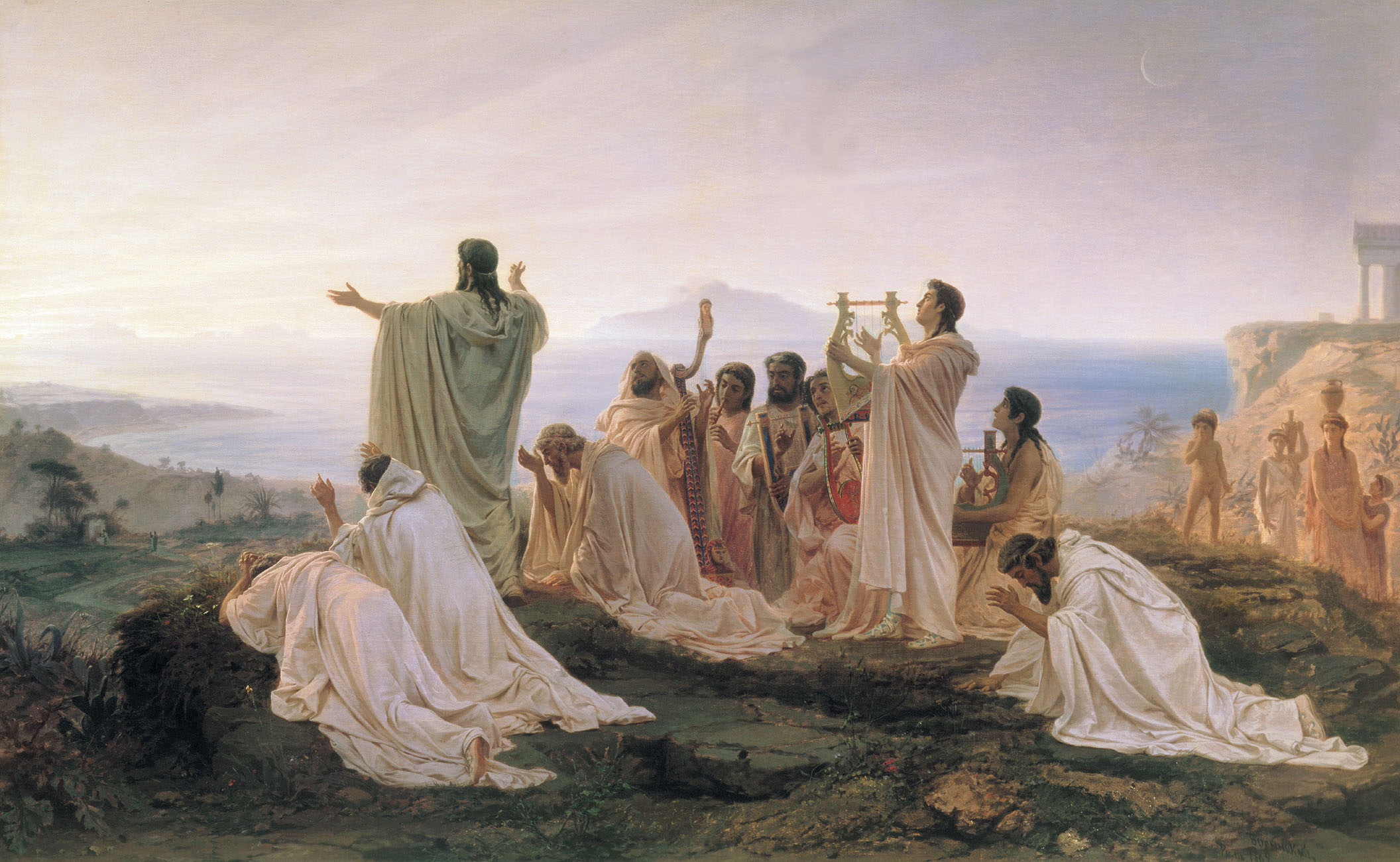
Androcentryzm historii filozofii objawia się m.in. poprzez pomijanie obecności kobiet w szkołach filozoficznych, np. w pitagoreizmie. Na obrazie Fiodora Bronnikowa (1869) pitagorejczykami są wyłącznie mężczyźni; kobiety i dzieci przyglądają się im z oddalenia

Filozofia feministyczna – filozofia uprawiana ze stanowiska feministycznego. W odróżnieniu od głównego nurtu filozofii, jej celem nie jest czysta wiedza, lecz również emancypacja kobiet.
Rozwój filozofii feministycznej następuje wraz z feminizmem drugiej fali (lata 70. XX wieku). Początkowo zajmowała się ona przede wszystkim filozofią społeczną i polityczną, oraz etyką, z czasem jednak podjęła również problematykę epistemologiczną, związaną z filozofią języka, antropologią filozoficzną czy historią filozofii.
Feminizm jest ruchem bardzo różnorodnym i poszczególne jego odłamy w różnym stopniu zajmują się problemami filozoficznymi. Do nurtów o szczególnie silnym filozoficznym profilu należą feminizm egzystencjalny, postmodernistyczny i psychoanalityczny. Refleksja teoretyczna i filozoficzna obecna jest jednak także w innych odłamach feminizmu.
Również problematyka podejmowana przez filozofię feministyczną jest bardzo różnorodna. Oprócz generalnych tematów feminizmu, takich jak przyczyny nierówności i opresji, czy konstrukcja płci kulturowej, filozofia feministyczna zajmuje się również krytyką i rewizją kanonu filozoficznego. Zastanawia się, dlaczego kobiety były wykluczane z refleksji filozoficznej i w jaki sposób tradycyjna metoda filozoficzna czy poruszane problemy były androcentryczne, czyli nastawione na męską perspektywę. Głównym zagadnieniem epistemologii feministycznej jest to, czy płeć jest kategorią mającą znaczenie epistemologiczne. Jedną z epistemologii feministycznych jest teoria punktu widzenia. 
Do najbardziej znanych filozofek feministycznych należą: Simone de Beauvoir, Judith Butler, Hélène Cixous, Donna Haraway, Julija Krystewa, Mary Wollstonecraft, Carol Gilligan, Seyla Benhabib, Luce Irigaray i Mary Daly.

## Etyka troski
Refleksja etyczna w ramach filozofii feministycznej jest bardzo rozbudowana. Oryginalnym stanowiskiem wypracowanym w jej ramach jest tzw. „etyka troski” (ang. ethics of care), która jest relacyjną etyką opartą na trosce między dwoma istotami ludzkimi. Krytykuje ona dominujące nurty etyki za skoncentrowane na jednostkowym podmiocie moralnym i wartościach uznawanych za „męskie” (sprawiedliwość, oparcie działania na abstrakcyjnych normach moralnych). Koncepcja etyki troski została sformułowana po raz pierwszy w pismach Carol Gilligan, a rozwinięta przez Nel Noddings.